# Прапор Чуднова

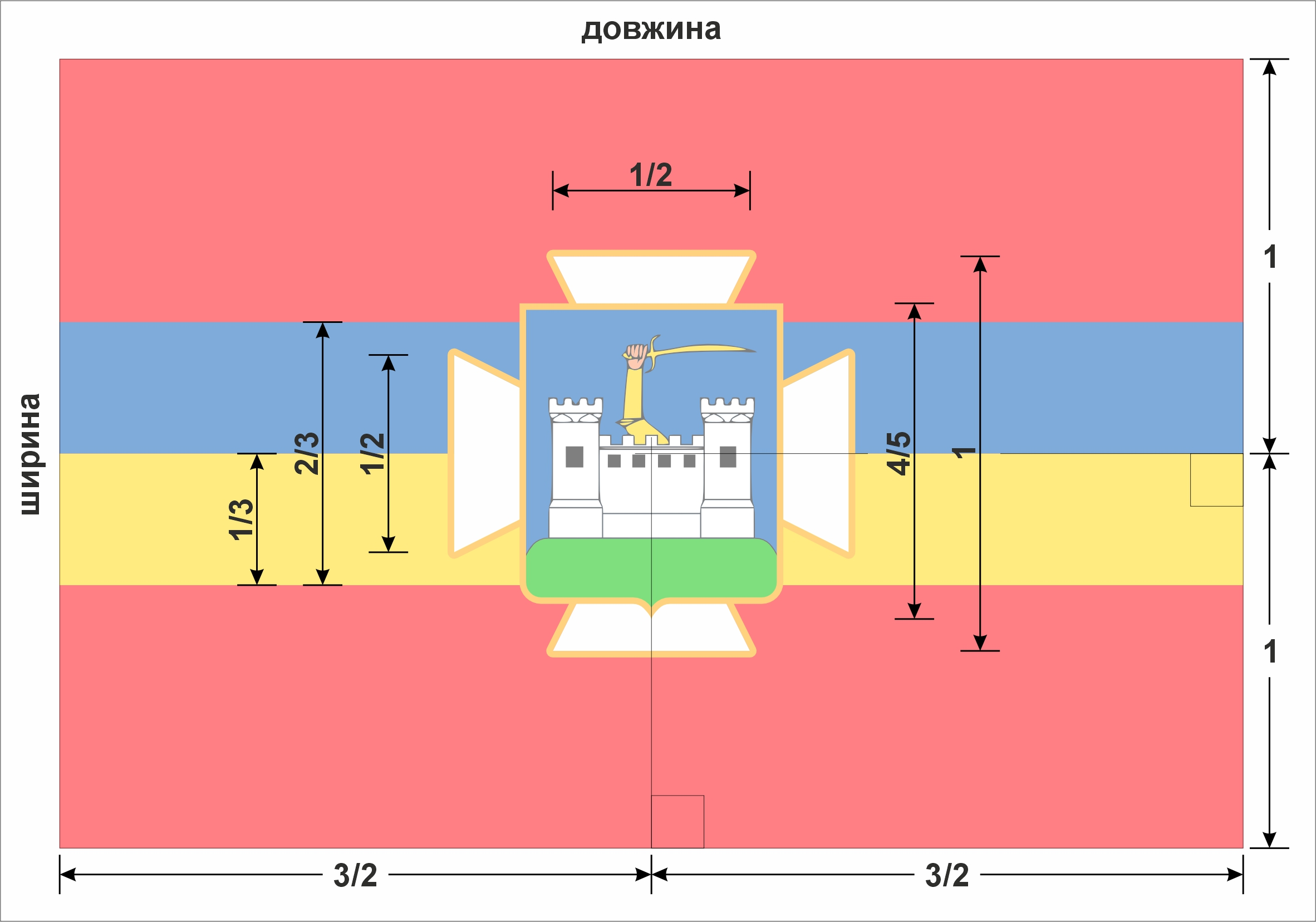
Пропорції прапора

Прапор Чуднова - офіційний геральдичний символ міста Чуднів Житомирської області.

## Історія
Прапор Чуднова затверджений рішенням тридцять четвертої сесії 5-го скликання Чуднівської селищної ради від 14.10.2009 року № 753 "Про затвердження прапора селища Чуднів".
Автор прапора, нині покійний, краєзнавець Гайдаш Юрій Захарович.

## Опис
Прапором Чуднова є червоне прямокутне полотнище з співвідношенням сторін 2:3, із повздовжньою двокольоровою жовто-блакитною смугою, ширина якої складає 1/3 ширини полотнища розташованою по центру полотнища.
Поверх усього в центральній частині полотнища прапора міститься срібний (білий) рівновеликий хрест з розбіжними кінцями, розміром 1/2 ширини полотнища.
В центрі хреста поверх усього міститься герб Чуднова - в синьому щиті біла (срібна) фортечна стіна з двома вежами, між якими здіймається людська рука в жовтому (золотому) латному обладунку із шаблею. Висота герба складає 2/5 ширини полотнища.
Зображення хреста та герба на прапорі обрамлені вузькою смужкою оранжевого кольору.
Обидві сторони полотнища ідентичні. 
Навершям прапора є піка жовтого металу. Древко прапора темно-коричневого кольору.

## Символіка барв і зображень
Червлений (червоний) колір геральдично є уособленням любові, мужності та великодушності. Зображений колір на прапорі міста символізує мужність чуднівчан і пролиту ними кров в боротьбі за свободу і незалежність рідного краю.
Лазуровий (синій) колір є втіленням чесності, вірності, досконалості і духовності. Зображений на прапорі міста колір символізує і води мальовничої річки Тетерів і блакитне небо.
Золото (жовтий) колір означає в геральдиці віру, справедливість, милосердя, цнотливість і багатство. Зображений на прапорі міста колір символізує також і золоті пшеничні лани давнього краю хліборобів.
Срібло (білий колір) є втіленням чистоти, справедливості, шляхетності.
Прямий рівносторонній хрест на прапорі міста символізує давні традиції християнської духовності.
Білий рівновеликий хрест з розбіжними кінцями на червленому (червоному) полі - древній історичний герб Волині.
Поєднання жовтого і синього кольорів символізує державну приналежність міста.
Червлений (червоний) колір з далекої давнини є кольором гербів та прапорів двох історичних земель України - Волині і Поділля, до яких адміністративно входило місто-фортеця Чуднів.